# Vicovu de Sus
Vicovu de Sus es una ciudad con estatus de oraș de Rumania ubicada en el distrito de Suceava.
Según el censo de 2011, tiene 13 308 habitantes, mientras que en el censo de 2002 tenía 14 125 habitantes. La mayoría de la población es de etnia rumana (92,78 %), con una minoría de gitanos (5,05 %).
La mayoría de los habitantes son cristianos de la Iglesia Ortodoxa Rumana (75,11 %), con una importante minoría de pentecostales (21,58 %).
Se conoce la existencia de la localidad desde 1436. Adquirió estatus urbano en 2004. El pueblo de Bivolărie es una pedanía de la ciudad.
Se ubica en la frontera con Ucrania, unos 40 km al suroeste de la ciudad ucraniana de Chernivtsi.